# バスケットボール女子フィリピン代表
バスケットボールフィリピン代表は、フィリピンにおけるバスケットボールの女子ナショナルチームである。現在はSBPによって組織されている。
フィリピンではバスケットボールが盛んであるが、プロ中心の男子とは対照的に女子は大学生によって編成されるため国際大会の経験に乏しく、東南アジアではタイやマレーシアの後塵を拝する。

## 主な成績
- 夏季オリンピック
  - 出場なし
- FIBA女子バスケットボール・ワールドカップ
  - 出場なし
- FIBA女子アジアカップ
  - 4位：1965年, 1984年
- アジア競技大会
  - 6位：1998年
- 東南アジア選手権
  - 優勝：2010年、2016年
- 東南アジア競技大会
  - 優勝：2019年